# Tarje Nordstrand Jacobsen
Tarje Nordstrand Jacobsen (Oslo, 5 maggio 1974) è un dirigente sportivo ed ex calciatore norvegese, di ruolo centrocampista.

## Carriera

### Giocatore

#### Club
Nordstrand Jacobsen iniziò la carriera con la maglia del Molde. Debuttò nella Tippeligaen in data 26 aprile 1992, subentrando a Stein Dahle nel successo casalingo per 1-0 sul Tromsø. Dopo un triennio in squadra, si trasferì allo Hødd ed in seguito allo Haugesund. Esordì con questa casacca il 13 aprile 1998, schierato titolare contro la sua ex squadra del Molde, in una sconfitta casalinga per 2-3. Rimase al club per quattro campionati, trasferendosi poi al Løv-Ham e al Notodden.

#### Nazionale
Partecipò al campionato mondiale Under-20 1993 con la Nazionale di categoria. Conta poi 2 presenze per la Norvegia under 21, prima delle quali datata 4 febbraio 1994, nel successo per 2-3 sul Giappone under 21.

### Dopo il ritiro
Una volta abbandonata l'attività agonistica, Nordstrand Jacobsen è diventato amministratore delegato del Molde. Il 30 settembre 2015, lo stesso club ha annunciato che l'ex giocatore si sarebbe dimesso dall'incarico per motivi personali.